# Menselijkgenoomproject

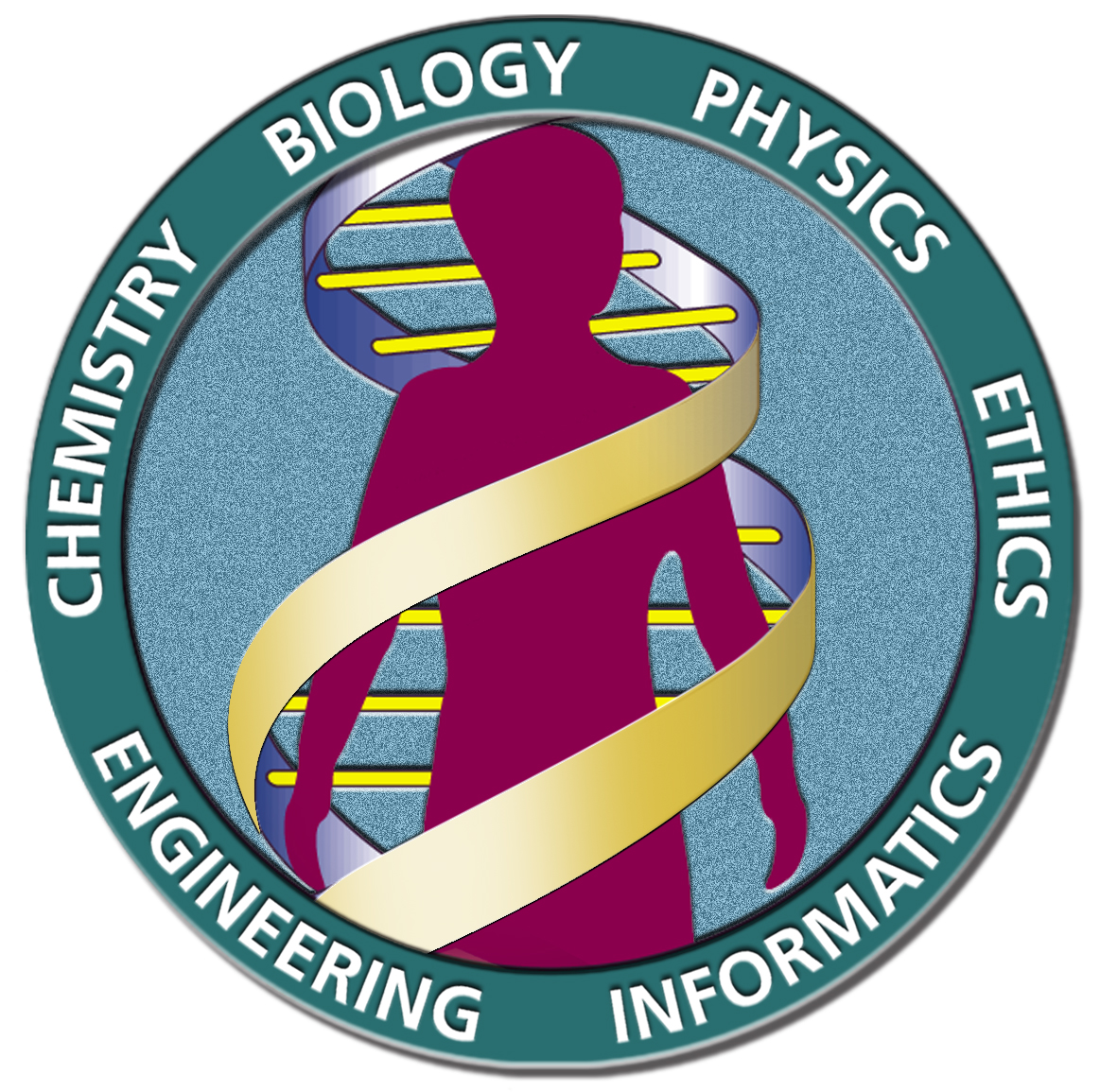
Logo van het HGP

Het menselijkgenoomproject (Engels: human genome project (HGP)) is een programma om de structuur van het menselijke DNA volledig op te helderen, tot op het niveau van de individuele basenparen, en alle menselijke genen te identificeren en te lokaliseren. Bij de aanvang ervan in 1988 leek dit nog haast een utopie; de gebruikte technieken schreden echter zo snel voort dat het nog ruim voor het geplande eindpunt grotendeels af was.
Ook het genoom van dieren wordt ontrafeld in andere genoomprojecten.

## Geschiedenis
In 1990 stelde de regering van de VS een subsidie in (uitgegeven door twee ministeries, waaronder gezondheidszorg) om dit project te financieren waarvan werd geschat dat het 15 jaar zou gaan duren. Door uitgebreide internationale samenwerking en vooruitgang van de gebruikte technieken (vooral de sequentieanalyse) naast enorme vorderingen in de computertechnologie was er een ruwe kaart van het menselijk genoom beschikbaar in het jaar 2000, zoals gezamenlijk werd aangekondigd door de Amerikaanse president Bill Clinton en de Engelse premier Tony Blair. De landen die deelnamen zijn: China, Frankrijk, Duitsland, Japan, Verenigd Koninkrijk en de VS.
Op 14 april 2003 werd er  aangekondigd dat het project met succes was afgerond en dat nu 99% van het genoom met een nauwkeurigheid van 99,99% bekend was.
Een belangrijke drijfveer om het project te versnellen was de aankondiging van de commercieel werkende firma Celera Genomics, die volgens de methode "shotgun sequencing" werkte. Deze firma zei nieuw ontdekte genen te willen patenteren, terwijl de door het menselijkgenoomproject ontdekte sequenties algemeen bruikbaar zijn en daarna niet meer te patenteren zijn.
Het menselijkgenoomproject is inmiddels slechts een van een aantal soortgelijke projecten, die ieder als doel het volledig ontrafelen van het volledige genoom van een bepaald organisme hebben. Hoewel het nut van een dergelijk programma voor de mens het meest voor de hand lijkt te liggen hebben ook de andere (zoals muis, fruitvlieg, gistcellen, nematoden en andere) door hun simpeler structuur en door de verschillen waarschijnlijk zeer veel verrassingen in petto.

## Doelstellingen
Niet alleen werd gestreefd naar het bepalen van alle ca. 3 miljard basenparen in het menselijk genoom met een minimale onnauwkeurigheid, maar ook om alle genen in deze sequenties te identificeren. Dit deel van het project gaat nog door, en een van de meest verrassende uitkomsten van het menselijkgenoomproject was het relatief veel geringere aantal genen dat werd aangetroffen: slechts ca. 20.000-25.000, terwijl voor die tijd schattingen van meer dan het dubbele aantal circuleerden.
De menselijke basenparenvolgorde is momenteel opgeslagen in databases en via het internet toegankelijk. Voor het raadplegen zijn speciale computerprogramma's ontwikkeld, want zonder zulke programma's zijn de gegevens nagenoeg onbruikbaar.